# Carneopezizella salicicola
Carneopezizella salicicola är en svampart som beskrevs av Svrcek 1987. Carneopezizella salicicola ingår i släktet Carneopezizella och familjen Helotiaceae.  Arten är reproducerande i Sverige. Inga underarter finns listade i Catalogue of Life.